# Parasigmoidella youngi
Parasigmoidella youngi är en kackerlacksart som beskrevs av Roth, L. M. 1997. Parasigmoidella youngi ingår i släktet Parasigmoidella och familjen småkackerlackor. Inga underarter finns listade i Catalogue of Life.